# 전국자율방재단연합회
전국자율방재단연합회(全國自律防災團聯合會)는 생활주변의 위험요소를 점검하고 신속한 초동 대처로 큰 피해를 최소화 하고 피해 발생시 신속한 응급복구를 돕기 위해 설립된 단체이다.

## 설립 근거
- 자연재해대책법[3]

## 연혁
- 2013년 12월 23일 전국자율방재단연합회 발대식[4]

## 조직
회장
라현숙(서울특별시자율방재단연합회장)
부회장(2)
정영식(강원도자율방재단연합회장)
김효석(제주특별자치도자율방재단연합회장)
감사(2)
박장배(전라남도자율방재단연합회장)
이군식(경상남조자율방재단연합회장)
사무총장
정용득(구리시자율방재단 단장)
총괄본부장 이보형(경기도)
미디어홍보실장 성환규 (서울특별시)
기획실장 박영환 (서울특별시)
행정실장 진우복 (서울특별시)
대외협력실장 김영길 (경상북도)
특별보좌관 이태영(제주특별자치도) 최승관(경기도)
행정관 안용운(서울특별시)

## 같이 보기
- 한국방재협회
- (재)방재문화진흥원